# إدارة أراضي العدو المحتلة (إثيوبيا)
كانت إدارة أراضي العدو المحتلة في إثيوبيا إدارة احتلال عسكري بريطاني في إثيوبيا خلال حملة شرق أفريقيا للحرب العالمية الثانية. لقد توسعت من أوائل عام 1941 حتى الهزيمة الأخيرة لإيطاليا في نوفمبر، وانتهت في يناير 1942 بتوقيع الاتفاقية الإنجليزية الإثيوبية. في إثيوبيا، سُمح للإمبراطور هيلا سيلاسي بالعودة والمطالبة بالعرش، لكن سلطات الإدارة حكمت البلاد لبعض الوقت قبل استعادة السيادة الكاملة لإثيوبيا في عام 1944.